# Aplomera brachystoma
Aplomera brachystoma är en tvåvingeart som beskrevs av Philippi 1865. Aplomera brachystoma ingår i släktet Aplomera och familjen dansflugor. Inga underarter finns listade i Catalogue of Life.